# Michel Decar
Michel Decar (* 1987 in Augsburg) ist ein deutscher Schriftsteller, Dramatiker und Regisseur.

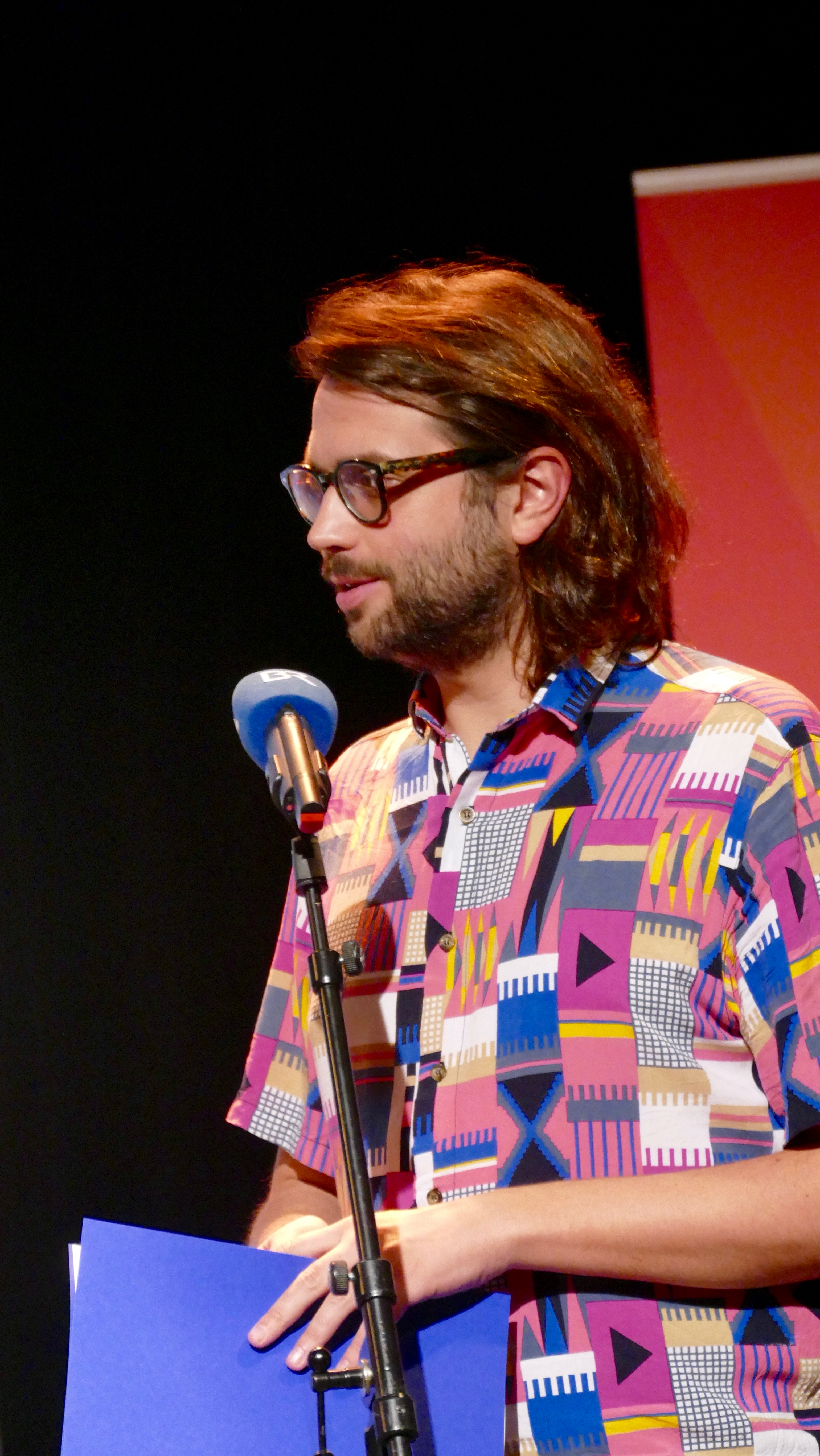
Michel Decar: Bayern2-Wortspiele-Preis 2019

## Leben und Werk
Decar wuchs in Augsburg auf. Später studierte er an der Ludwig-Maximilians-Universität München und der Universität der Künste Berlin. Er wurde zu zahlreichen Festivals eingeladen und für sein Werk ausgezeichnet. Zusammen mit Jakob Nolte schreibt er auch unter dem Namen „Nolte Decar“.
Michel Decars Hörspiele werden seit 2014 von Deutschlandfunk Kultur produziert. Seine Theaterstücke wurden an über 50 Theatern im In- und Ausland gespielt, unter anderem dem Thalia Theater Hamburg, Maxim Gorki Theater und Residenztheater München. 2018 erschien sein erster Roman Tausend deutsche Diskotheken im Ullstein Verlag. 2020 lief sein Kurzfilm Europa zum Beispiel im Wettbewerb des Max Ophüls Preis.

## Romane
- Tausend deutsche Diskotheken, Ullstein, Berlin, 2018, 240 S., ISBN 978-3961010172.
- Die Kobra von Kreuzberg, Ullstein, Berlin, 2021, 208 S., ISBN  978-3550200946.
- Kapitulation, März Verlag, Berlin, 2023, 218 S., ISBN 978-3755000242.

## Lyrik
- Ich kam in Gestalt eines Elefanten, März Verlag, Berlin, 2024, 80 S., ISBN 978-3755000433.

## Theaterstücke
- Waldemarwolf (Casa para la Formación y Divulgación de las Artes Bogotá 2013)[6]
- Jonas Jagow (Maxim Gorki Theater Berlin 2013)[7]
- Jenny Jannowitz (Ruhrfestspiele Recklinghausen 2014)[8]
- Schere Faust Papier (Thalia Theater Hamburg 2016)[9]
- Philipp Lahm (Residenztheater München 2017)[10]
- Nachts im Ozean (Anhaltisches Theater Dessau 2020)[11]
- Rex Osterwald (Residenztheater München 2021)[12]
- Die Reise nach Kallisto (Schauspiel Frankfurt 2021)[13]
- Interviews mit Bäumen (Staatstheater Darmstadt 2024)[14]

### Hörspiele
- Jonas Jagow, Regie: der Autor, Komposition: Lukas Darnstädt (D-Kultur)[15]
- Jenny Jannowitz, Regie: der Autor, Komposition: Lukas Darnstädt (D-Kultur)[16]
- Schere Faust Papier, Regie: der Autor, Komposition: Lukas Darnstädt (D-Kultur)[17]
- Das Tierreich zusammen mit Jakob Nolte, Regie: der Autor, Komposition: Max Andrzejewski, Daniel Bödvarsson (D-Kultur)[18]
- Philipp Lahm, Regie: der Autor (D-Kultur)[19]
- Nachts im Ozean, Regie: der Autor, Komposition: Lukas Darnstädt (D-Kultur)[20]
- Die besten Sprüche aller Zeiten, Regie: der Autor, (D-Kultur)[21]
- Rex Osterwald, Regie: der Autor, Komposition: Max Andrzejewski (D-Kultur)[22]
- Die Kobra von Kreuzberg, 2025, Regie: Mara May (D-Kultur)[23]

## Filme
- Europa zum Beispiel (Kurzfilm, Filmfestival Max Ophüls Preis 2020)[24]
- Das asoziale Manifest (Kurzfilm, Filmfestival Max Ophüls Preis 2023)[25]

## Auszeichnungen
- 2012: Förderpreis für neue Dramatik
- 2013: Brüder-Grimm-Preis des Landes Berlin
- 2014: Kleist-Förderpreis für Jenny Jannowitz
- 2017: Hörspiel des Monats
- 2019: Bayern2-Wortspiele-Preis für junge Literatur